# Isidore Guérin
 (juin 2023).
Isidore Victor Guérin, né à Saint-Denis-sur-Sarthon le 2 janvier 1841 et décédé à Lisieux le 28 septembre 1909 est un pharmacien français connu pour avoir été l'oncle maternel et le tuteur de Thérèse et Léonie Martin et de leurs sœurs, toutes religieuses. Une de ses filles fut aussi carmélite. Il est aussi un polémiste catholique.

## Biographie
Isidore est le dernier-né d'une famille particulièrement croyante. Il reçoit le prénom de son père.
Ses grands-parents ont caché des prêtres pendant la Révolution. Son père, après avoir combattu à Wagram et en Espagne, est rentré en France à la chute de l'Empire. En 1816, il devient gendarme à pied puis en 1823 gendarme à cheval. Il se marie en 1828 avec Jeanne Louise Macé. Le couple a d'abord deux filles : Marie-Louise, née en 1829, et Zélie, née en 1831. Ce n'est que 10 ans plus tard que madame Guérin donne le jour à un troisième enfant, un fils, prénommé comme son père, Isidore. En grandissant, les deux filles Guérin souhaitent devenir religieuses. Marie-Louise entre à la Visitation du Mans mais Zélie est refusée. Elle monte un atelier de dentelle d'Alençon qui sera florissant et comptera jusqu'à vingt ouvrières. Elle épouse à 27 ans en 1858 un horloger tout aussi pieux Louis Martin qui a 35 ans. Isidore n'en a que 17 et termine sa scolarité. Sa mère meurt en 1859, son père en 1868.
Isidore étudie à Paris en 1862 puis est employé dans une pharmacie à Lisieux. Ayant racheté la pharmacie, il épouse le 11 septembre 1866 la fille de son prédécesseur, Céline Élisa Fournet (1847-1900). Le couple a trois enfants :
- Marie Élisa Jeanne (Jeanne), née à Lisieux le 24 février 1868 et décédée à Nogent-le-Rotrou le 24 avril 1938, qui épouse le 17 octobre 1890 Francisque Le Néel, médecin, né en 1858 et mort le 19 mars 1916, sans postérité.
- Marie, née à Lisieux en 1870, passionnée de photographie y forme sa cousine Céline. Elle entre au carmel de Lisieux en 1895, en religion Sœur Marie de l'Eucharistie, y meurt en 1905.
- Paul, né et mort le 16 octobre 1871.

En 1877, sa sœur Marie-Louise, en religion Sœur Marie-Dosithée, meurt en son couvent du Mans, suivie de peu par Zélie qui succombe à un cancer du sein laissant son mari et ses cinq filles dont la plus jeune, Thérèse, n'a que 4 ans. Selon la volonté de Zélie, la famille Martin quitte Alençon pour s'installer à Lisieux près de l'oncle Guérin, homme jeune et énergique qui est nommé tuteur de ses nièces. Céline Guérin hérite du château de la Musse qui devient leur maison de campagne. En 1888, Isidore Guérin prend sa retraite et vend sa pharmacie. Sa fille Jeanne épouse en 1890 un médecin.
Membre depuis 1874 de la Société historique de Lisieux, il participe également à la fondation de la conférence Saint Vincent de Paul et au conseil de fabrique de la cathédrale. De 1891 à 1896, il est correspondant du journal catholique et monarchiste Le Normand. Soutien indéfectible de l'Église catholique face aux anticléricaux, Isidore Guérin défend avec énergie l'enseignement et les intérêts de l'Église.
En 1882, la seconde des filles Martin entre au Carmel suivie en 1886 par l'aînée puis en 1888 par la plus jeune. Léonie Martin tente plusieurs essais de vie religieuse sans succès pendant quelques temps. Louis Martin est victime de troubles du comportement qui oblige un internement dans un hôpital spécialisé. Il meurt en 1894 dans la maison de campagne de son beau-frère. Céline Martin entre au Carmel quelques semaines après la mort de son père. Sa cousine, Marie Guérin, fille d'Isidore et Céline Guérin, l'y suit l'année suivante.
Pauline Martin, en religion Agnès de Jésus, est élue Prieure du Carmel. Thérèse Martin, Sœur Thérèse de l'Enfant Jésus et de la Sainte Face, meurt au Carmel en 1897 à l'âge de 24 ans; Elle laisse un petit livre Histoire d'une âme. Mère Agnès de Jésus songe immédiatement à le faire publier. Craignant une mévente, les éditeurs parisiens renvoient le carmel vers les éditeurs de province qui se récusent à leur tour. L'oncle Guérin accepte de financer l'édition. Dès sa sortie en 1898, le livre connaît un succès foudroyant.
La dernière des sœurs Martin encore dans le monde, Léonie Martin, entre à la Visitation de Caen en 1899 et trouve sa vocation.
Céline Guérin meurt en 1900, sa fille Marie, en religion Marie de l'Eucharistie, en 1905.
Isidore Guérin meurt à Lisieux en 1909.